# Zielobjektsuche
Zielobjektsuche (ZOS) ist die angelernte, vom Hundeführer veranlasste Aktivität eines Hundes zum Auffinden von Gegenständen. Grundlage der ZOS ist die besondere Fähigkeit von Hunden zum Aufsuchen, Lokalisieren und Anzeigen (z. B. durch Einnehmen der Platz-Position) von versteckten Suchgegenständen. Bei Fortgeschrittenen ist in der ZOS die Unterscheidung von Gerüchen (Differenzierung) maßgeblich.
Die ZOS ist keine vom Verband für das Deutsche Hundewesen oder einem anderen Dachverband anerkannte Hundesportart.

## Gegenstände
Bei der ZOS gesuchte Gegenstände sind gekennzeichnet durch
- spezifischen Materialgeruch des Suchgegenstandes
- Geruch des Hundeführers und des Hundes
- zahlreiche überlagernde Gerüche

Der Hund lernt in der Ausbildung eine begrenzte Anzahl solcher Gegenstände (meistens drei, anfangs nur einen) kennen. Mit Hilfe eines spezifischen Schlüsselworts für den jeweiligen Gegenstand wird konditioniert, dass genau dieser Gegenstand gesucht werden soll. Der Hund arbeitet folglich immer mit genau den gleichen Gegenständen, die der Hundeführer auch so aufbewahrt, dass sie ihren spezifischen Geruch weitgehend behalten.
Bei der ZOS werden vergleichsweise kleine Gegenstände eingesetzt, damit die Versteckmöglichkeiten vielfältiger und damit die Herausforderung für den Hund höher sind.

## Verweisen
Ein wesentliches Element bei der ZOS ist, dass der gefundene Gegenstand durch den Hund angezeigt (verwiesen), nicht aber aufgenommen wird. Der Hund wird so trainiert, dass er den gesuchten Gegenstand zwar als begehrtes Suchobjekt betrachtet, aber die Bestätigung für sein Anzeigeverhalten von seinem Hundeführer erfährt, z. B. durch besonderes Lob, Erhalt des Lieblingsspielzeugs oder „Leckerchen“. Auf diese Weise wird eine direkte Einwirkung (Bsp. Kratzen, Scharren oder Aufnehmen) des Hundes auf den zu suchenden Gegenstand oder seine nähere Umgebung vermieden.
Der Hund lernt somit, dicht am gefundenen Gegenstand (wenn möglich Nasenkontakt zur Geruchsquelle) ruhig zu verweilen und durch sein passives Anzeigeverhalten das Herankommen des Hundeführers abzuwarten.

## Verschiedene Suchlagen
Bei der ZOS gibt es verschiedene Möglichkeiten, den Gegenstand zu verstecken. Die generellen verschiedenen Suchlagen sind
- freies Gelände
- Trümmerfeld
- Päckchenstraße
- Suchwand (eine mit Riechlöchern versehene Wandfläche)

Im freien Gelände sucht der Hund unter anderem in einem durch Markierung abgegrenzten Gebiet nach seinem Gegenstand.
Im Trümmerfeld sucht der Hund in einem Bereich mit sehr vielen verschiedenen Gegenständen (beispielsweise Steine, Eimer, Kisten) nach seinem Gegenstand, der versteckt unter einem Trümmergegenstand liegt.
In der Päckchenstraße wird der Gegenstand in ein Behältnis („Päckchen“) gelegt, das Luftöffnungen hat. Mehrere solcher Päckchen werden ausgelegt („Straße“) und der Hund muss das Päckchen mit seinem Gegenstand finden und anzeigen.

## Intention
Bei der Zielobjektsuche werden die natürlichen Fähigkeiten des Hundes genutzt, um eine effektive Auslastung im physischen und psychischen Bereich zu erreichen und damit eventuell unerwünschtes Verhalten zu mindern, das seine Ursache in mangelnder Auslastung des Hundes hat. Dabei sind keine besonderen räumlichen Rahmenbedingungen nötig, sondern es kann ohne zusätzlichen Aufwand zum Beispiel auch in einer kleinen Wohnung trainiert werden. Außerdem wird in kurzen zeitlichen Einheiten trainiert und die Hunde lernen, sich nicht ablenken zu lassen. Hund und Hundeführer arbeiten vor allem anfangs eng zusammen (Suche – Bestätigung), was die Sozialbeziehung stärken kann, wenn das Vertrauen des Hundes zum Hundeführer gestärkt wird, aber durchaus auch das vom Hundeführer zum Hund.

## Schwierigkeiten
ZOS braucht eine sehr feine Konditionierung am Anfang. Fehler, die in dieser Zeit gemacht werden (Hund darf Suchgegenstand aufnehmen, Hund wird falsch bestätigt), führen dazu, dass der Hund die Freude am Arbeiten verliert, nicht zum Ziel kommt oder immer wieder die gleichen Fehler macht. Die Leistung, die der Hund hier erbringt, wird schnell unterschätzt, was zu einer Überforderungssituation des Hunds führen kann. Der Hundeführer braucht Geduld und muss seinen Hund gut beobachten. Vor allem anfangs empfiehlt sich die Anleitung des Hundeführers durch einen ZOS-erfahrenen Trainer.

## Marken
Es existieren eine eingetragene deutsche Bild-/Wortmarke Zielobjektsuche der Inhaberin Hundezentrum Baumann GmbH und eine europäische Wortmarke ZOS der Inhaberin Ina Baumann-Samuel.